# ديفيد هاريس (ممثل)
ديفيد هاريس (بالإنجليزية: David Harris)‏ هو ممثل أمريكي، ولد في 23 مايو 1949 في نيويورك في الولايات المتحدة.

## وصلات خارجية
- ديفيد هاريس على موقع IMDb (الإنجليزية)
- ديفيد هاريس على موقع أول موفي (الإنجليزية)
- ديفيد هاريس على موقع قاعدة بيانات الفيلم (الإنجليزية)